# Parc quasi national de Shimokita Hantō
Le parc quasi national de Shimokita Hantō (下北半島国定公園, Shimokita Hantō Kokutei Kōen) est un parc quasi national situé dans la péninsule de Shimokita, à l’extrémité Nord de l'île de Honshū au Japon. Créé le 22 juillet 1968, il s'étend sur 187,28 km2.

## Principaux sites du parc
Ce parc englobe la majorité des sites touristiques de la péninsule de Shimokita.

### Mont Osore
Aussi connu sous le nom d'Osorezan, il s'agit d'un volcan de la ceinture volcanique est du Japon. Selon la mythologie japonaise, il marque l'entrée des Enfers. De nombreuses fumerolles relâchent des gaz dans ce secteur et aucune plante ne s'y développe.

### Hotokegaura
Hotokegaura est un ensemble de formations rocheuses apparu à la suite de l'érosion de falaises. Sa forme s'apparente à des bouddhas ce qui en fait une attraction touristique. Cet aspect singulier est aussi à l'origine de son ancien nom Bouddha Uda.

### Cap Ōma
Le Cap Ōma se situe à l'extrémité de la péninsule de Shimokita. Par temps clair il est possible d'y apercevoir la côte d'Hokkaido. Il s'agit du point le plus septentrional de l'île d'Honshu,. Le cap est aussi connu pour la pêche aux thons.